# France Équinoxiale
France Équinoxiale war der zeitweilige Name, der den Kolonialisationsversuchen Frankreichs im 17. Jahrhundert in Südamerika gegeben wurde. Der Name bezieht sich auf die Region der Erde rund um den Äquator, da in dieser Zeit der Begriff „tropisch“ seine moderne Bedeutung noch nicht gewonnen hatte: Äquinoktial heißt auf Latein „gleichnächtig“, d. h. äquatorial, wo Tage und Nächte das ganze Jahr über beinahe gleich lang sind.
Das französische Kolonialreich in der Neuen Welt umfasste auch Neufrankreich (Nouvelle France) in Nordamerika, hauptsächlich die heutige kanadische Provinz Québec, und France Antarctique, das heutige Rio de Janeiro. Alle diese Siedlungen verletzten die päpstliche Bulle von 1493, die die Neue Welt zwischen Spanien und Portugal aufteilte. Diese Aufteilung wurde später präziser als Vertrag von Tordesillas bezeichnet.
Die Geschichte der France Équinoxiale startete 1612, als eine französische Expedition aus Cancale in der Bretagne abreiste. Unter der Führung von Daniel de la Touche, Seigneur de la Ravardière, landeten 500 Siedler an der Nordküste des heutigen brasilianischen Bundesstaates Maranhão. De la Ravardière hatte die Region 1604 entdeckt, doch der Tod des Königs hatte seine Pläne zur Kolonisation vorerst durchkreuzt. 
Die Kolonisten gründeten bald eine Siedlung, die zu Ehren des heiligen französischen Königs Ludwig XIII. den Namen Saint Louis erhielt. Auf Portugiesisch wurde aus dem Namen später São Luís, die Stadt wurde zum einzigen von Franzosen gegründeten Hauptort eines brasilianischen Bundesstaates. Am 8. September feierten Kapuziner die erste Messe, die Soldaten begannen mit dem Bau eines Forts. Ein wichtiger Unterschied zur France Antarctique ist die Motivation; die frühere Kolonie war von religiösen Flüchtlingen (Protestanten) gegründet worden.
Die Kolonie überdauerte indes nicht lange. Im Staat Pernambuco wurde eine Armee zusammengezogen, die die französischen Siedler unter dem Kommando von Alexandre de Moura schlug und vertrieb. Dies geschah 1615, weniger als vier Jahre nach der Ankunft der Kolonialisten. In diesem Sinne wurde hier das Desaster wiederholt, das 1567 die Siedler in der France Antarctique heimsuchte. 1620 kamen zahlreiche portugiesische und brasilianische Kolonialisten nach São Luís, das langsam zu wachsen begann. Die Industrie war hauptsächlich auf Zuckerrohr und Sklaverei basiert.
Französische Händler und Siedler versuchten 1626, 1635 und 1643 eine neue France Équinoxiale aufzubauen, dort wo sich heute Französisch-Guyana befindet. Zwei Mal wurde eine Compagnie de la France Équinoxiale gegründet (1643 und 1645), doch beide Versuche endeten in Desastern. Erst ab 1674 gelang es unter direkter Kontrolle der französischen Krone und eines kompetenten Gouverneurs dauerhaft in Südamerika Fuß zu fassen. Bis heute gehört Französisch-Guayana zu Frankreich. 